# ژوئیه ۲۰۱۲
ژوئیه ۲۰۱۲، یکی از ماه‌های ۲۰۱۲ (میلادی) است.
آغاز آن، روز یکشنبه برابر با ۱۱ تیر ۱۳۹۱ خورشیدی.

مطابق با ۱۱ شعبان ۱۴۳۳ قمری می‌باشد.

## ۴ ژوئیه۲۰۱۲
- اثبات وجود ذرّهٔ بوزون هیگز

## ۸ ژوئیه۲۰۱۲
- جایزه بهترین بازیگر زن جشنواره کارلوویواری به لیلا حاتمی رسید.

لیلا حاتمی، جایزه بهترین بازیگر زن چهل‌وهفتمین جشنواره بین‌المللی فیلم کارلوویواری را به خاطر بازی در فیلم پله آخر به دست آورد. همچنین، علی مصفا نویسنده، کارگردان و بازیگر فیلم پله آخر، در این دوره از جشنواره کارلوویواری موفق شد جایزه منتقدان بین‌المللی فیلم را کسب کند. پیشتر، پوستر فیلم پله آخر اثر محمدحسین شهیدی، نقاش ایرانی، برنده جایزه بهترین پوستر فیلم در جشنواره فیلم کارلوویواری ۲۰۱۲ شده بود. رادیوفردا
- بشار اسد احتمال کناره‌گیری خود را از قدرت رد کرد.

بشار اسد با متهم کردن آمریکا، قطر و عربستان به دخالت مستقیم در ناآرامی‌های سوریه تاکید کرد تا نابودی کامل تروریست‌ها در رأس قدرت می‌ماند و به مبارزه با آن‌ها ادامه خواهد داد.

## ۹ ژوئیه۲۰۱۲
- دانشنامهٔ برخط ویکی‌پدیای فارسی از مرز دویست هزار نوشتار گذشت.

## ۱۱ ژوئیه۲۰۱۲
- مدیر عامل شرکت ملی نفت با رد کاهش ۳۰ درصدی تولید نفت ایران، دلیل غیر تولیدی شدن برخی از چاه‌های نفت را انجام تعمیرات اساسی عنوان کرد و گفت: هم‌اکنون ظرفیت تولید نفت کشور روزانه ۴ میلیون بشکه است. به گزارش خبر امروز، احمد قلعه‌بانی امروز در جمع خبرنگاران دربارهٔ ادعای برخی از رسانه‌های غربی مبنی بر کاهش ۳۰ درصدی تولید و صادرات نفت ایران، گفت: در حال حاضر ظرفیت تولید روزانه نفت ایران حدود چهار میلیون بشکه است. خبر امروز
- ارنست افرون بورگناین بازیگر سینما و تلویزیون آمریکا که به خاطر ایفای نقش در فیلم مارتی در سال ۱۹۵۵ برنده جایزه اسکار شده بود، بعد از ۶۰ سال فعالیت کاری، درگذشت. آقای بورگناین، ۹۵ ساله به دلیل نارسایی کلیوی، در بیمارستان لس آنجلس در حالی که خانواده اش کنارش بودند، در گذشت. خبر امروز
- بانک مرکزی امارات متحده عربی به بانک‌های این کشور اجازه داد با موسسات مالی ایران ومردم عادی این کشور تعاملات تجاری انجام دهند مشروط بر اینکه پیش از همکاری موافقت بانک مرکزی امارات را به دست آورند. بر اساس گزارش خبر امروز بانک مرکزی امارات همچنین برای تسهیل معاملات بانکی با ایرانی‌ها شرط کرده است که آنها هیچ گونه ارتباطی با تحریم‌های اعمال شده بین‌المللی بر ضد این کشور نداشته باشند. خبر امروز

## ۱۲ ژوئیه۲۰۱۲
حمید سمندریان؛ نویسنده و کارگردان پیشکسوت تئاتر به دلیل بیماری سرطان کبد، حدود ساعت ۵ صبح امروز پنجشنبه (۲۲ تیرماه) در منزل خود دارفانی را وداع گفت. آفتاب‌نیوز
 •  سفیر برکنار شده سوریه سر از قطر درآورد
وزارت امور خارجه عراق در بیانیه ای اعلام کرد که سفیر برکنار شده سوریه در بغداد هم اکنون در قطر به سر می برد.
به گزارش خبرامروز به نقل از رویترز، وزارت امور خارجه عراق در بیانیه ای اعلام کرد که “نواف فارس” سفیر برکنار شده دمشق در بغداد خاک عراق را ترک کرده است.خبرامروز
 •  اگر اختلافی بین ایران و عربستان هست، باید از راه مذاکره رفع شود

## ۱۳ ژوئیه۲۰۱۲
- اقتصاد ایتالیا با قزاقستان همرده شد

به نقل از خبر امروز موسسه اعتبار سنجی مودی اعلام کرد رتبه اعتباری اوراق قرضه دولتی ایتالیا با کاهش دو درجه‌ای با قزاقستان، بلغارستان و برزیل همرده شد.

## ۱۴ ژوئیه۲۰۱۲
هیلاری کلینتون وزیر امور خارجه آمریکا روز شنبه وارد قاهره می شود تا با محمد مرسی رییس جمهوری مصر دیدار و گفت و گو کند.

## ۱۷ ژوئیه۲۰۱۲
- درگیری ناو آمریکایی با یک شناور ؛ افزایش بهای نفت

انتشار خبر درگیری ناو نظامی آمریکایی با یک قایق اماراتی در نزدیکی بندر جبل علی در نزدیکی شهر دبی، موجب افزایش دوباره و ناگهانی بهای نفت خام در بازارهای جهانی شد. حمله ناو جنگی آمریکا به یک شناور در سواحل امارات، بهای نفت را به یکباره بیش از یک دلار افزایش داد، به طوری که قیمت هر بشکه نفت دریای شمال «برنت» با یک دلار و یازده سنت افزایش به بشکه ای ۱۰۳دلار و ۵۱ سنت رسید. شبکه خبر IRINN
- بانک اچ‌اس‌بی‌سی متهم به معامله با ایران شد

«کمیته فرعی دایم برای تحقیقات» که یکی از کمیته های مجلس سنای آمریکاست، با انتشار گزارشی گفته است که فرهنگ آلوده و فراگیر سازمانی در بانک اچ‌اس‌بی‌سی] از بانک های بزرگ بریتانیایی، باعث شده است تا این بانک به مشتریانی خدمت کند که به نقل و انتقال منابع مشکوک مالی از خطرناکترین و مرموزترین نقاط جهان مانند مکزیک، ایران، جزایر کیمن، عربستان سعودی و سوریه مبادرت کرده اند. خبرامروز
- پرویز پرستویی از دنیای بازیگری خداحافظی کرد

پرویز پرستویی بازیگر شناخته شده سینما و تلویزیون ایران از دنیای بازیگری کناره‌گیری کرد.
پرستویی اهل روستایی در حوالی همدان است. این بازیگر شناخته‌شده سینما و تلویزیون پس از کناره‌گیری از بازیگری این روزها در روستای پدری خود مشغول کشاورزی است و زندگی جدیدی را در پیش گرفته است. خبرامروز
- اوپک: ایران پنجمین صادر کننده بزرگ جهان است

اوپک در جدیدترین گزارش خود اعلام کرد؛ ایران با صادرات روزانه ۲٫۳ میلیون بشکه نفت در سال ۲۰۱۱ پنجمین صادرکننده بزرگ نفت جهان در این سال شناخته شده است.

## ۱۸ ژوئیه۲۰۱۲
- کشته شدن ۴ اسرائیلی در انفجار اتوبوس گردشگران در بلغارستان

بنا به گزارش خبرگزاری‌ها حاکی است شامگاه امشب به وقت محلی و در اثر انفجار یک دستگاه اتوبوس حامل گردشگران اسرائیلی در فرودگاه شهر بورگاس در کشور بلغارستان دست‌کم ۴ نفر از مسافران کشته و تعدادی زیادی نیز به شدت مجروح شده‌اند. ویکی‌خبر
- وزیر دفاع سوریه و معاون وی (شوهر خواهر بشار اسد) کشته شدند

بنا به گزارش خبرگزاری‌ها حاکی است در سلسله انفجاراتی که امروز در دمشق پایتخت سوریه به وقوع پیوسته تعدادی از مقامات ارشد حکومت بشار اسد کشته یا زخمی شده‌اند که خبر کشته شدن وزیر دفاع و معاون وی توسط منابع رسمی دولت وقت سوریه تأیید شده‌است. ویکی‌خبر
- تبدیل اسید فسفریک صنعتی به خوراکی توسط یک محقق تبریزی

یک محقق زن ایرانی پس از دو سال تلاش بی وقفه، موفق به تبدیل اسید فسفریک صنعتی به اسید فسفریک خوراکی برای نخستین بار در کشور شد. 
فهیمه ایران منش، دانشجوی کارشناسی ارشد شیمی تجزیه و محقق شرکت تعاونی دانش بنیان وابسته به مرکز [دانشگاه علوم پزشکی تبریز] در باره این ابداع به خبرنگاران گفت: اسید فسفریک صنعتی به دلیل داشتن آلودگی هایی نظیر یون ها و فلزات سمی و همچنین وارداتی بودن آن، استفاده فراوانی دارد و به این دلیل مشتاق اجرای این طرح شدم. خبرامروز
- تنش بین صدا و سیما و فدراسیون فوتبال بالا گرفت

فدراسیون فوتبال به سازمان لیگ برتر تاکید کرد؛ ورود دوربین‌های صدا و سیما به ورزشگاه‌ها ممنوع است.
به گزارش خبرامروز به نقل از سایت فدراسیون فوتبال، فدراسیون فوتبال در نامه ای به امضای سید محمدهادی آیت اللهی، نایب رئیس اول فدراسیون فوتبال خطاب به غلامرضا بهروان، سرپرست سازمان لیگ برتر تاکید کرد، تا اطلاع ثانوی ورود دوربین های صدا و سیما به ورزشگاه های محل برگزاری رقابت های لیگ برتر ممنوع است. خبرامروز
- اردوغان برای دیدار با پوتین عازم مسکو شد

[رجب طیب اردوغان] نخست وزیر ترکیه در پاسخ به دعوت ولادیمیر پوتین، رییس جمهوری روسیه روز چهارشنبه در رأس هیات بلندپایه ای عازم مسکو شد.

## ۲۰ ژوئیه۲۰۱۲
- هشدار پوتین به غرب نسبت به اقدام علیه سوریه

ولادیمیر پوتین رییس جمهوری روسیه در جلسه شورای امنیت این کشور به غرب نسبت به اقدام علیه سوریه بدون تصمیم شورای امنیت سازمان ملل هشدار داد. به گزارش خبرامروز یه نقل از ایرنا به نقل از اظهارات «دمیتری پسکوف» سخنگوی رییس جمهوری روسیه، پوتین روز جمعه در دیدار با اعضای شورای امنیت روسیه خاطرنشان کرد: هر گونه تلاش برای اقدام خارج از چارچوب تصمیمات شورای امنیت در باره سوریه غیرموثر خواهد بود. خبر امروز
- محمد حسن گنجی درگذشت

محمدحسن گنجی، جغرافی‌دان سرشناس ایرانی، دیشب در ۱۰۱ سالگی در بیمارستانی در تهران درگذشت. آقای گنجی بر اثر زمین خوردن دچار خونریزی مغزی شده بود و عمل جراحی انجام شده بر وی موفقیت‌آمیز نبود. شهرت علمی آقای گنجی که در بریتانیا و آمریکا تحصیل کرده بود، بیشتر به دلیل نقش او در گسترش علم هواشناسی در ایران بود. بی بی سی
- وزیر دفاع آمریکا: ایران مسوول هرگونه اختلالی در تنگه هرمز خواهد بود

## ۲۲ ژوئیه۲۰۱۲
- هشدار سازمان‌های حقوق بشری نسبت به وضعیت حاد اقلیت مسلمان کشور میانمار

## ۲۴ ژوئیه۲۰۱۲
- چین واردات نفت از ایران را تا ۱۷ درصد افزایش داده است

با وجود تحریمات اعمال شده از سوی غرب بر محموله‌های نفت خام جمهوری اسلامی ایران، واردات نفت چین از این کشور با ۱۷ در صد افزایش در ماه ژوئن به ۲٫۶ میلیون تن رسیده است.
پرس تی وی
- نکونام گرانقیمت ترین بازیکن ایران با ۴٫۵ میلیارد تومان

دعوای رویانیان و فتح الله زاده در برنامه شب گذشته نود هر چه نداشت حداقل قیمت قرارداد جواد نکونام را فاش کرد.
به گزارش خبرامروز دیشب وقتی بحث طرفین بالا گرفت و صحبت جذب نکونام پیش آمد مدیرعامل پرسپولیس خطاب به فتح الله زاده گفت: شما برای جذب نکونام برای یک سال یک میلیون و چهارصد هزار یورو فقط بابت رضایت‌نامه داده‌اید که فتح الله زاده گفت چنین چیزی نیست و ۷۰۰ هزار یورو داده‌ایم.خبرامروز
- ۱۰کشور برتر تولیدکننده علم در ۲۰۱۲

سرپرست پایگاه استنادی علوم جهان اسلام با اعلام آخرین آمار تولید علم دانشمندان گفت: کشور ما در حال حاضر رتبه ۲۰ تولید علم جهان را در دست دارد که این رتبه با در نظر گرفتن کشورهای پیشرفته علمی و صنعتی مقامی درخور توجه و با اهمیتی است. خبرامروز
- نتایج سرشماری عمومی ۱۳۹۰ در ایران اعلام شد

## ۲۶ ژوئیه۲۰۱۲
- رئیس پلیس اسرائیلی به علت افشای رسوایی جنسی، به مرخصی اجباری رفت

## ۲۷ ژوئیه۲۰۱۲
- بازی‌های المپیک تابستانی ۲۰۱۲ در لندن گشایش یافت

## ۲۸ ژوئیه۲۰۱۲
- ایرن، بازیگر قدیمی سینمایی ایران درگذشت

## پیوندهای روزانه
- درگاه: وقایع کنونی/وقایع ۱ ژوئیه ۲۰۱۲
- درگاه: وقایع کنونی/وقایع ۴ ژوئیه ۲۰۱۲
- درگاه: وقایع کنونی/وقایع ۸ ژوئیه ۲۰۱۲
- درگاه: وقایع کنونی/وقایع ۹ ژوئیه ۲۰۱۲
- درگاه: وقایع کنونی/وقایع ۱۱ ژوئیه ۲۰۱۲
- درگاه: وقایع کنونی/وقایع ۱۲ ژوئیه ۲۰۱۲
- درگاه: وقایع کنونی/وقایع ۱۳ ژوئیه ۲۰۱۲
- درگاه: وقایع کنونی/وقایع ۱۴ ژوئیه ۲۰۱۲
- درگاه: وقایع کنونی/وقایع ۱۷ ژوئیه ۲۰۱۲
- درگاه: وقایع کنونی/وقایع ۱۸ ژوئیه ۲۰۱۲
- درگاه: وقایع کنونی/وقایع ۲۰ ژوئیه ۲۰۱۲
- درگاه: وقایع کنونی/وقایع ۲۲ ژوئیه ۲۰۱۲
- درگاه: وقایع کنونی/وقایع ۲۴ ژوئیه ۲۰۱۲
- درگاه: وقایع کنونی/وقایع ۲۶ ژوئیه ۲۰۱۲
- درگاه: وقایع کنونی/وقایع ۲۷ ژوئیه ۲۰۱۲
- درگاه: وقایع کنونی/وقایع ۲۸ ژوئیه ۲۰۱۲